# Corycoides greeffi
Corycoides greeffi är en insektsart som först beskrevs av Krauss 1890.  Corycoides greeffi ingår i släktet Corycoides och familjen vårtbitare. Inga underarter finns listade i Catalogue of Life.